# Rabo (Tiro/Truseb)
Rabo is een bestuurslaag in het regentschap Pidie van de provincie Atjeh, Indonesië. Rabo telt 577 inwoners (volkstelling 2010).